# Корб (річка)

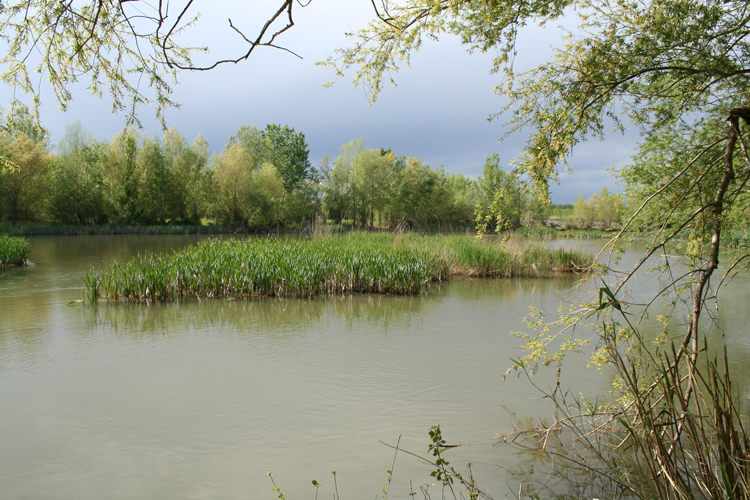
Місце злиття Корб і Сегре

Корб (каталонська: el riu Corb або el Riucorb) — невелика річка в Каталонії, Іспанія.
Він бере початок у джерелі біля села Раурік, на захід від міста Санта-Колома-де-Керальт у центральній Каталонії, тече на захід повз села Льорак, Бальфугона-да-Ріукорб, Гімера, Сіутаділла, Налек, Рокафорт-де-Бальбона, Сант-Марті-де Maldà, Maldà, Belianes, потім повертає на північ через рівнину, де зникає в мережі зрошувальних каналів. Його початкове русло знову збирає воду біля міста Бельпуїг, потім тече на захід, поки не з’єднається з річкою Сегре біля Біланова-де-ла-Барка, на північний схід від міста Леріда. Сегре впадає в Ебро, одну з головних річок Іспанії, яка впадає в Середземне море на крайньому півдні Каталонії.